# Directeur général et greffier du Senedd
La charge de directeur général et greffier du Senedd (Chief Executive and Clerk en anglais et Prif Weithredwr a Chlerc en gallois) est la plus haute fonction civile du Parlement gallois. 
Le titulaire du poste est, depuis 2017, Manon Antoniazzi (en).

## Histoire
Au pays de Galles, la dévolution du pouvoir s’inscrit dans le Government of Wales Act 1998, une loi du Parlement britannique qui crée des institutions propres au pays de Galles : une assemblée nationale, d’où le gouvernement et le premier secrétaire sont désignés. Les membres de l’Assemblée, élus le 6 mai 1999, se réunissent en session plénière le 12 mai suivant ; les pouvoirs du Welsh Office ne leur sont « dévolus » qu’à compter du 1er juillet 1999.
Une commission pour le règlement interne de l’assemblée nationale s’était préalablement réunie le 9 septembre 1998 et avait remis un rapport à Alun Michael au début de l’année 1999. Le 12 avril 1999, le règlement de l’assemblée est approuvé par le secrétaire d’État pour le Pays de Galles. Or, selon les termes des règlements successifs, le « greffier de l’Assemblée » est la personne placée à la tête :
- de l’Office of the Presiding Officer (littéralement, le « bureau de l’Officier présidant ») de l’assemblée nationale du pays de Galles (1999-2000) ;
- du Presiding Office (le « bureau de la Présidence »), nouveau nom du précédent Office à partir du 10 novembre 2000, mais il n’est intégré dans le règlement qu’à compter d’une résolution adoptée le 18 décembre 2002 (2000-2004) ;
- de l’Assembly Parliamentary Service (le « Service parlementaire de l’Assemblée ») à compter d’une résolution adoptée le 24 mars 2004 avec effet au 26 avril suivant (2004-2007).

Cette charge existe ainsi dans les deux premières mandatures (1999 et 2003) de l’Assemblée galloise.
La fonction de greffier de l’Assemblée (Clerk of the Assembly) fait l’objet d’une section dans le Government of Wales Act 2006 qui le crée immédiatement après les élections du 3 mai 2007. La loi spécifie qu’il est nommé par la commission de l’Assemblée (Assembly Commission) et que le titre qu’il porte peut être précisé. Or, le greffier, qui est également le directeur général de la commission de l’Assemblée, prend l’intitulé de « directeur général et greffier de l’Assemblée » (Chief Executive and Clerk of the Assembly) dans les Standing Orders de la chambre législative galloise.
À compter du 6 mai 2020, son titre en forme abrégée est modifié en « greffier du Senedd » au sens du Senedd and Elections (Wales) Act 2020.

## Rôle
Depuis mai 2007, le directeur général et greffier de l’Assemblée dirige une organisation indépendante du gouvernement du pays de Galles qui veille à ce que le Parlement gallois dispose des biens, du personnel et des services dont elle a besoin. Il est placé à la tête du personnel de la commission du Senedd, l’organe doté de la personne morale (corporate body) au sein du Parlement gallois dont il est le directeur général (Chief Executive).
À compter de mai 2011, il donne légalement force de loi aux propositions ayant préalablement reçu la sanction royale que le premier ministre scelle et lui remet. Elles deviennent, dès leur notification, des Acts of the Assembly (en) (entre 2012 et 2020), puis des lois du Senedd (Acts of the Senedd).

## Salaire
En 2005, le greffier du Senedd dispose d’un salaire compris entre 110 000 et 115 000 livres sterling.

## Liste des titulaires

### Greffiers
| Identité        | Nomination       | Président        | Période                                                       | Précédent poste                                                       |
| --------------- | ---------------- | ---------------- | ------------------------------------------------------------- | --------------------------------------------------------------------- |
| John Lloyd (en) | —                | Lord Elis-Thomas | 1er juillet 1999 — 28 février 2001 (1 an, 7 mois et 27 jours) | Vice-secrétaire du Welsh Office (avant 1999)                          |
| Paul Silk (en)  | 19 décembre 2000 | Lord Elis-Thomas | 1er mars 2001 — 11 février 2007 (5 ans, 11 mois et 10 jours)  | Greffier à la Chambre des communes (de 1975 à 1977 et de 1979 à 2001) |

### Directeurs généraux et greffiers
| Identité              | Nomination       | Président        | Période                                                      | Précédent poste                                                                   |
| --------------------- | ---------------- | ---------------- | ------------------------------------------------------------ | --------------------------------------------------------------------------------- |
| Claire Clancy (en)    | 15 novembre 2006 | Lord Elis-Thomas | 12 février 2007 — 25 avril 2007 (10 ans, 2 mois et 13 jours) | Directeur général et régistrateur des Companies for England and Wales (2002-2007) |
| Claire Clancy (en)    | 15 novembre 2006 | Rosemary Butler  | 12 février 2007 — 25 avril 2007 (10 ans, 2 mois et 13 jours) | Directeur général et régistrateur des Companies for England and Wales (2002-2007) |
| Claire Clancy (en)    | 15 novembre 2006 | Elin Jones       | 12 février 2007 — 25 avril 2007 (10 ans, 2 mois et 13 jours) | Directeur général et régistrateur des Companies for England and Wales (2002-2007) |
| Manon Antoniazzi (en) | 25 janvier 2017  | Elin Jones       | Depuis le 25 avril 2017 (8 ans, 1 mois et 3 jours)           | Directeur général de Visit Wales (en) (2012-2017)                                 |